# Jeppenteich
Der Jeppenteich ist ein aufgestauter Teich von etwa 0,80 ha Größe in der Gemarkung von  Bühle, einem Stadtteil von Bad Arolsen im nordhessischen Landkreis Waldeck-Frankenberg.

## Lage
Der Teich liegt etwa 2,1 km südlich von Bühle auf 360 m Höhe über NHN im westlichen Langen Wald (Naturraum 340.13). Er befindet sich etwa 1,2 km nördlich der Hauptquelle des Dusebachs und wird gespeist von mehreren kleinen vom Opferberg (437,3 m ü. NHN) im Süden und einem Ausläufer des Halsbergs (410,8 m ü. NHN) im Südosten kommenden Quellbächen des Dusebachs. Die Landesstraße L 3198 von Freienhagen nach Bühle verläuft im Westen, und der sog. Wilhelm-Kaiser-Weg von Volkhardinghausen im Nordwesten zum Schloss Höhnscheid im Südosten führt unweit südwestlich vorbei.
Die Wüstung Geppenhagen und die verschwundene Burg Geppenhagen liegen am Nordhang des Opferbergs etwa 1 km südlich des Teichs, dessen Name vermutlich von Dorf und Burg abgeleitet wurde.

## Naturschutz und Erholung
Der Teich liegt reizvoll inmitten von Wald und ist bei Wanderern und Radwanderern beliebt. Als naturnahes Gewässer ist er mit seinen Verlandungszonen als insgesamt 1,46 ha großes Naturdenkmal unter Naturschutz gestellt.
Der Rundwanderweg „Freienhagen F8“ führt von Freienhagen zum Teich und wieder zurück, und der Wanderweg „Landau L7“ führt ebenfalls am Teich vorbei.